# Squadrista (cacciatorpediniere)
Lo Squadrista (successivamente ribattezzato Corsaro) è stato un cacciatorpediniere della Regia Marina.

## Storia
Impostati nel settembre 1941 nei cantieri Orlando di Livorno, lo Squadrista ed il gemello Carrista avrebbero dovuto essere le ultime due unità della seconda serie della classe Soldati. L'unità fu varata dopo poco più di un anno di lavori, ed il 30 luglio 1943, in conseguenza della caduta del fascismo, fu ribattezzata col nome di Corsaro II, in precedenza appartenuto ad una nave gemella affondata su mine nel canale di Sicilia.
L'8 settembre 1943, alla proclamazione dell'armistizio, il Corsaro II (capitano di fregata Giovanni Onnis) si trovava in allestimento a Livorno, ormai quasi ultimato (al 96 % dello stato di progressione dei lavori) ma non ancora in grado di muovere e senza munizionamento: fu perciò catturato dalle truppe tedesche.
A differenza del gemello Carrista, che, non essendo nemmeno stato varato (la costruzione era infatti stata ritardata dall'asportazione di prua e poppa per riparare unità gemelle danneggiate), fu demolito sullo scalo, il Corsaro fu adibito al ruolo di «nave guida-caccia» munita di radar. Tuttavia il progetto fu abbandonato ed i lavori di trasformazione non ebbero mai inizio.
Nel giugno 1944 si decise poi di riprenderne la costruzione e la nave, riclassificata torpediniera, fu incorporata nella Kriegsmarine con la nuova denominazione di TA 33.
Il 4 settembre 1944, quando i lavori erano ormai terminati ed erano già in corso le prove in mare, la TA 33 fu colpita durante un bombardamento aereo alleato ed affondò nel porto di Genova.